# Gymnoglossa munroi
Gymnoglossa munroi là một loài ruồi trong họ Tachinidae.